# إليز ريختر
إليز ريختر (بالألمانية: Elise Richter)‏ هي باحثة في الرومانسية وبروفيسورة نمساوية، ولدت في 2 مارس 1865 في فيينا في النمسا، وتوفيت في 21 يونيو 1943 في معسكر تريزنشتات في التشيك.